# ستينسون 108
ستينسون 108 (بالإنجليزية: Stinson 108)‏ كانت طائرة طيران عامة شعبية أنتجتها شعبة ستينسون من شركة الطيران الأمريكية فولتي الموحدة، مباشرة بعد الحرب العالمية الثانية إلى عام 1950. وقد تم تطويره من قبل نموذج فوياجر 10 إيه (Model 10A Voyager). تم شراء شركة ستينسون من قبل بايبر للطائرات في عام 1949. تم بناء جميع نماذج طائرات ستينسون 108، 108-1، 108-2، 108-3 و 108-4 في واين، ميشيغان. عندما ستينسون باعت «شهادة النوع» (type certificate) إلى بايبر في عام 1949، كان هناك مخزون من طراز 108 يصل عدده إلي ما يقرب 325 طائرة مبنيه بالكامل من قبل ستينسون ولكن لم يتم بيعها. وذهب كامل المخزون 325 طائرة من طراز 108 إلى بايبر كجزء من عملية البيع. ثم قامت بايبر ببيع ذلك المخزون تحت تسمية «بايبر-ستينسون» على مدى السنوات قليلة تالية.

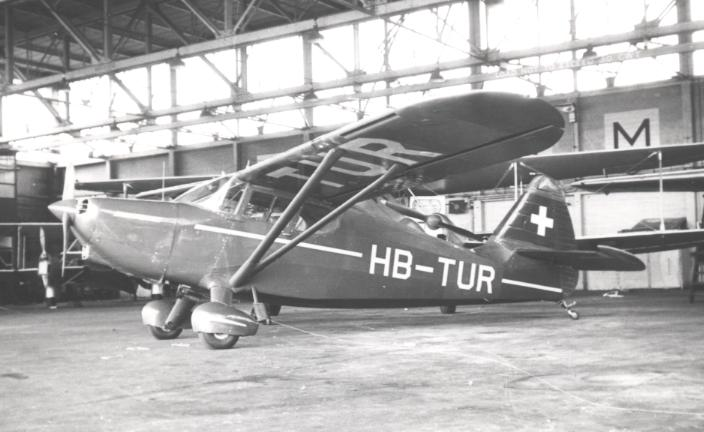
Swiss Stinson 108-2 at Manchester Airport, England in 1950. This earlier model has the shorter vertical fin with curved trailing edge.

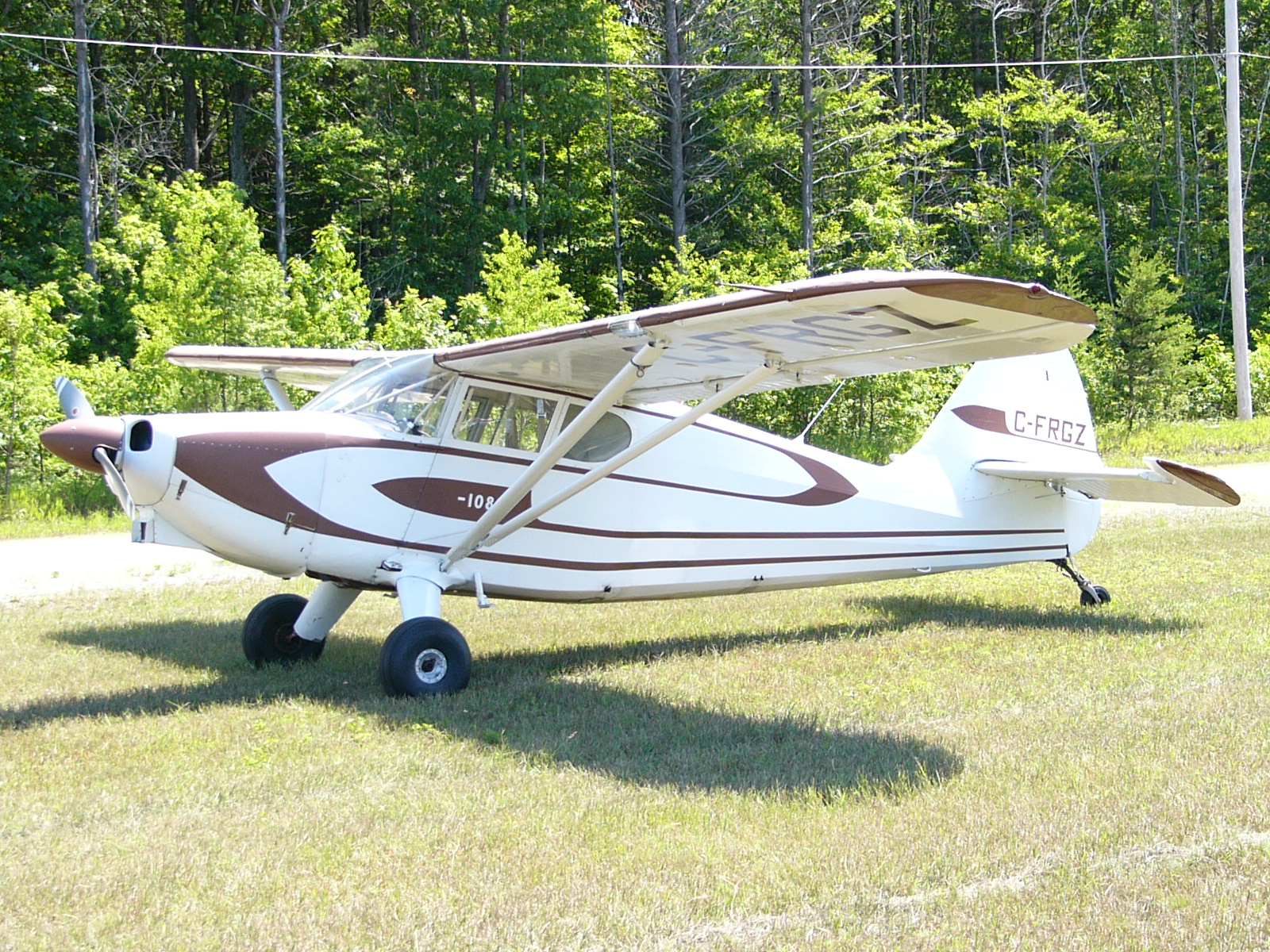
1946 model Stinson 108 (not a 108-1, 2 or 3)

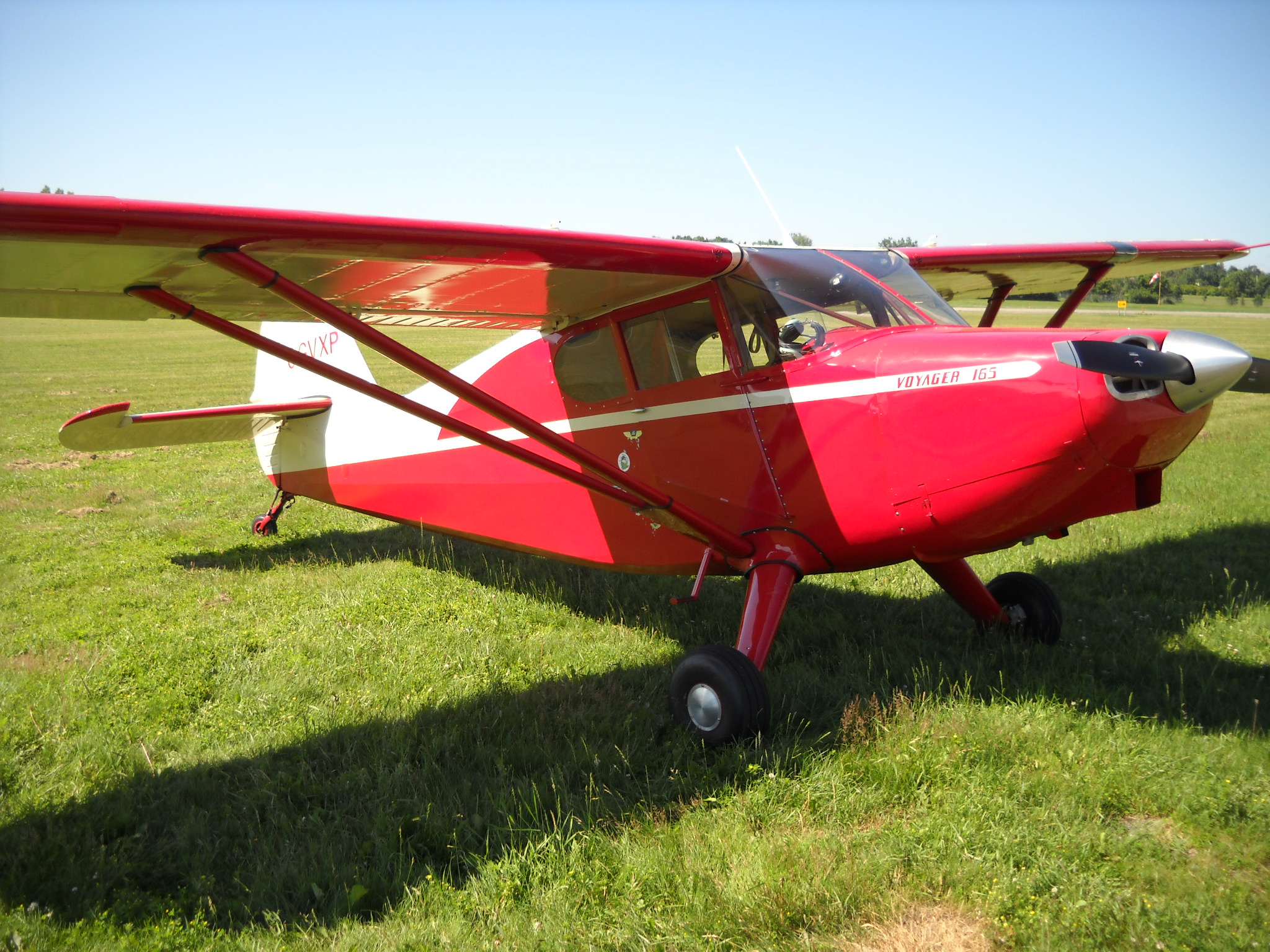
1946 model Stinson 108-1

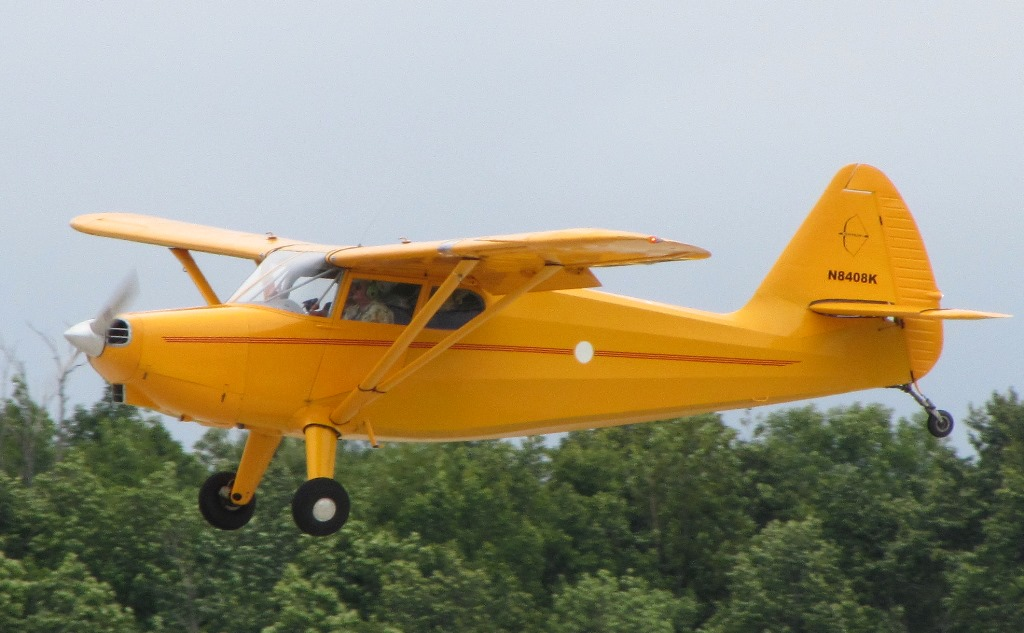
1946 Stinson 108-1

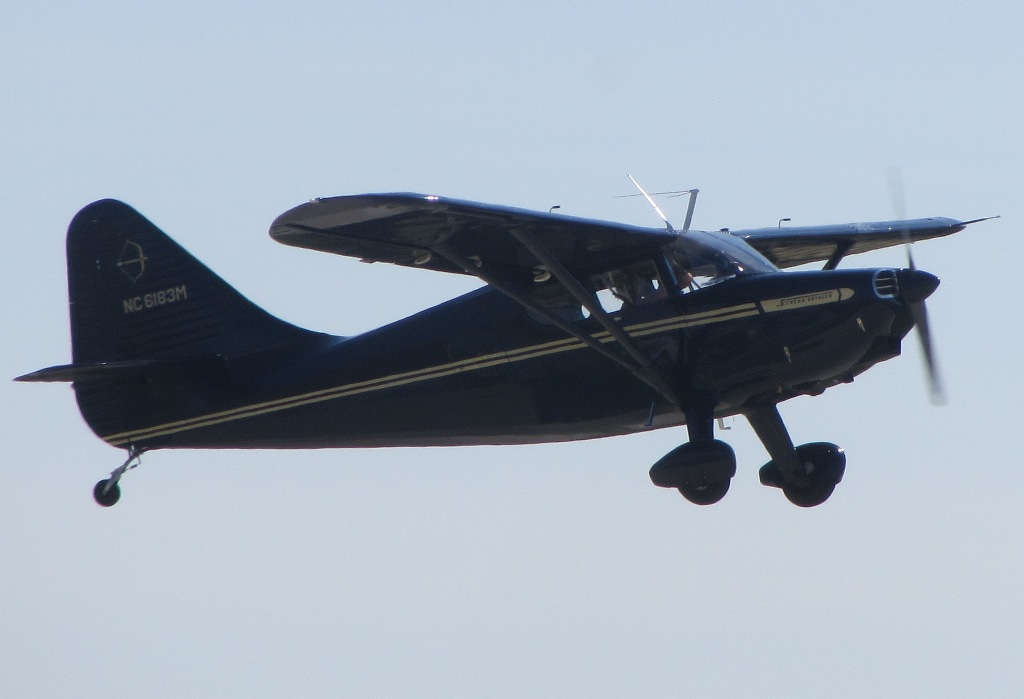
Stinson 108-3

## مواصفات (108-3)
البيانات من Plane and Pilot
الخصائص العامة
- طاقم: واحد
- سعة: ثلاثة ركاب
- الوزن فارغة: 1,300 رطل (590 كـغ)
- الوزن الإجمالي: 2,400 رطل (1,089 كـغ)
- سعة الوقود: 50 غالون أمريكي (190 ل؛ 42 غالون إمب)
- محركات: 1 × Franklin 6A4 six cylinder, محرك مسطح  [لغات أخرى]‏ محرك رباعي الأشواط, aircraft engine., 165 حصان (123 كـو)

أداء
- السرعة القصوى: 143 ميل/س (230 كم/س؛ 124 عقدة)
- سرعة العبور: 121 ميل/س (105 عقدة؛ 195 كم/س)
- Stall speed: 65 ميل/س (56 عقدة؛ 105 كم/س)
- مدى: 510 ميل (443 nmi؛ 821 كـم)
- سقف الخدمة: 16,500 قدم (5,029 م)
- معدل الصعود: 850 قدم/د (4.3 م/ث)

## روابط خارجية
قالب:Stinson aircraft
قالب:USAF liaison aircraft